# Шарыпов, Абрам Григорьевич
Абрам Григорьевич Шарыпов (1 сентября 1900, Спицыно, Пермская губерния — 11 апреля 1944, Новгородкинский сельсовет, Калининская область) — участник Гражданской и Великой Отечественной войн, ефрейтор. Герой Советского Союза (1944).

## Биография
Абрам Шарыпов родился 1 сентября 1900 года в крестьянской семье в селе Спицыно Мехонской волости Шадринского уезда Пермской губернии, ныне село входит в Шатровский муниципальный округ Курганской области. Русский.
Окончил 4 класса, работал в хозяйстве родителей.
В годы Гражданской войны боролся за Советскую власть, был в партизанском отряде, позднее в рядах Рабоче-крестьянской Красной Армии воевал на Восточном и Южном фронтах.
В 1922 году вернулся на родину, несколько лет работал в своём хозяйстве. В 1928 году был одним из организаторов сельскохозяйственной коммуны «1 Мая», а через год возглавил её.
Член ВКП(б) с 1929 года.
В 1930-е годы работал председателем Спицынского сельсовета и одновременно возглавлял партийную организацию, а в предвоенные годы был председателем колхоза «Красное знамя».
В августе 1941 года Шарыпова призвали в Рабоче-крестьянскую Красную Армию Мехонским РВК Челябинской области. Он участвовал в боях с немецко-фашистскими захватчиками на Карельском, Северо-Западном и 2-м Прибалтийском фронтах. Стрелок 2-й стрелковой роты 247-го стрелкового полка 37-й стрелковой дивизии. В 1943 году за подвиги в боях награждён орденом Красного Знамени. Особо отличился в наступательных боях января 1944 года. Полк, в котором служил ефрейтор Шарыпов, должен был перерезать железнодорожную магистраль на перегоне Новосокольники — Дно.
13 января 1944 года в бою у деревни Сопки, обойдя огневые точки врага, забросал гранатами и уничтожил три вражеских дзота, мешавших продвижению батальона. 14 января во время разведки в тылу врага забросал гранатами вражескую батарею и захватил в плен офицера, давшего ценные сведения. 15 января в ходе атаки опорного пункта у деревни Слободка лёг на заграждения из колючей проволоки и предложил солдатам своего подразделения преодолеть их по своему телу. Затем перебрался сам, догнал товарищей и, ворвавшись во вражескую траншею, вступил в рукопашную схватку.
18 января противник предпринял яростную атаку, поддержанную танками. Ефрейтор Шарыпов, оказавшись один на один против группы атакующих немцев, бился с гитлеровцами до последнего. Когда бой закончился, перед его позицией лежало 18 вражеских трупов. Всего же в январских боях им было уничтожено свыше 70 вражеских солдат и офицеров, захвачено 10 пленных, не считая трех «языков», доставленных из вражеского тыла. Оценивая его вклад, командир полка писал в наградном листе: «Товарищ Шарыпов своими подвигами обеспечил успешные действия первого батальона полка, выполняющего боевую задачу: перерезать железную дорогу Новосокольники — Дно».
Пока по инстанциям ходили наградные документы, наступление продолжалось. 1—10 апреля 1944 года 37-я стрелковая дивизия совершила длительный марш и сосредоточилась на западном берегу реки Великой в районе деревень Симашково и Чёртова Гора Новгородкинского сельсовета Пушкиногорского района Калининской области.
11 апреля 1944 года части дивизии вели наступление на деревню Теличино. В этот день телефонист штаба 37-й стрелковой дивизии красноармеец Шарыпов Абрам Григорьевич погиб в бою (в «Донесении о безвозвратных потерях» указан в звании красноармеец, а не ефрейтор). Деревню Теличино освободили 14 апреля 1944 года.
Похоронен в братской могиле северо-восточнее деревни Волкова́  Новгородкинского сельсовета Пушкиногорского района Калининской областьи, ныне деревня не существует, её территория входит в Велейскую волость Пушкиногорского района Псковской области. 
Существует версия, что в 1949 году перезахоронен вместе с другими воинами из безымянных воинских могил, расположенных в 400—500 метрах от хутора Волково в братскую могилу на кладбище деревни Сигорицы Островского района Псковской области. В 2017 году установлено, что перезахоронения не было, прах героя находится на братском захоронении «Чертова́ гора́».
Указом Президиума Верховного Совета СССР от 4 июня 1944 года ефрейтору Шарипову Абраму Григорьевичу (так в документе) присвоено звание Героя Советского Союза.

## Награды
- Герой Советского Союза, 4 июня 1944 года[5]
  - Орден Ленина
  - Медаль «Золотая Звезда»
- Орден Красного Знамени, 18 марта 1944 год[6]

## Память
- Улица Шарыпова в селе Спицыно Шатровского муниципального округа Курганской области.
- Бюст Героя в селе Спицыно Шатровского муниципального округа Курганской области — 56°12′45″ с. ш. 64°38′58″ в. д.HGЯO
- Упомянут на воинском мемориале «Чёртова гора», деревня Чёртова Гора, Велейская волость, Пушкиногорский район Псковская область — 57°05′18″ с. ш. 28°46′18″ в. д.HGЯO
  - Памятный знак, открыт 12 июля 2019 года, на воинском мемориале «Чертова гора». На памятнике надпись: «Герой Советского Союза Шарыпов Абрам Григорьевич. Ефрейтор-стрелок 2-й роты 1-го батальона 247 стрелкового полка 37-й дивизии II Прибалтийского фронта. 01.09.1900 — 11.04.1944 гг. Вечная память и слава Герою»[7][8].
- Был упомянут на памятнике похороненным в братской могиле в деревне Сигорицы Островского района Псковской области — 57°20′35″ с. ш. 29°08′45″ в. д.HGЯO[9]. На фотографии обновлённых досок памятника его нет в списках.

## Семья
Жена Федора Ефимовна (?—1946), 3 сына и 4 дочери. Двое из восьми его детей впоследствии перебрались в Каменск-Уральский и стали основателями династии синарских трубников. Три поколения потомков Абрама Шарыпова связали свою трудовую жизнь с предприятием, сегодня на Синарском трубном заводе работают уже правнуки.